# Willis O'Brien
Willis H. O'Brien (2. marts 1886 – 8. november 1962) var en amerikansk stop-motion-animator, der især huskes for sine kæmpemonstre i filmene The Lost World (1925), King Kong (1933), The Son of Kong (1933) og Fantomet fra Afrika (Mighty Joe Young, 1949).
O'Brien, der blev kaldt for "Obie", var den vigtigste tidlige pioner inden for stop-motion-feltet, som han berigede både med sin tekniske snilde og med sin sans for dramatisk, udtryksfuld animation.